# Beschriftung (Gemälde)

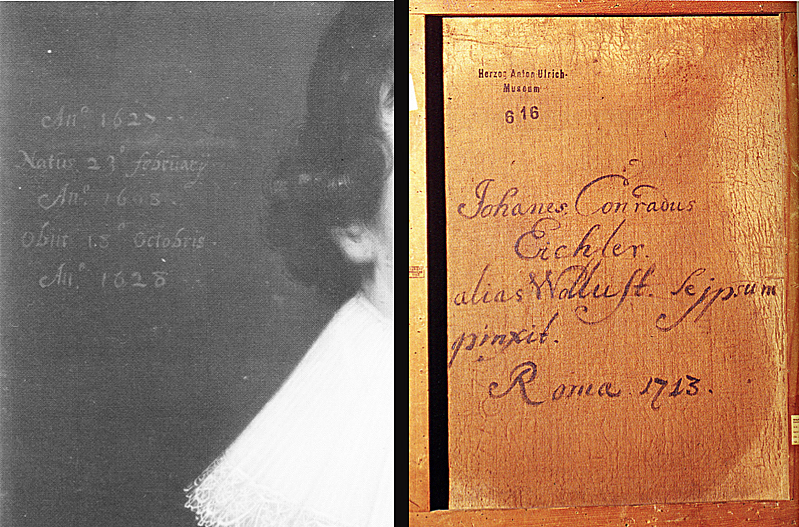
Gemälde besitzen gelegentlich auf der Vorder- und/oder Rückseite mehr oder weniger umfangreiche Beschriftungen.

Gemälde können unterschiedliche Beschriftungen tragen: Signaturen, Monogramme, Jahreszahlen (Datierung), Altersangaben der Dargestellten, auch erklärende Inschriften, Galerievermerke und, unter der Malschicht, Arbeitsanweisungen des Künstlers für seine Mitarbeiter.
Beschriftungen finden sich nicht nur auf oder unter der Malschicht, sondern auch auf der Gemälderückseite oder auf dem Zierrahmen. Ebenfalls findet man gedruckte oder handgeschriebene Beschriftungen auf Zetteln aus Papier oder Pergament aufgeklebt auf die Gemäldevorderseite, meist aber auf der Rückseite oder auf dem Spann-/Keilrahmen (Aufkleber).

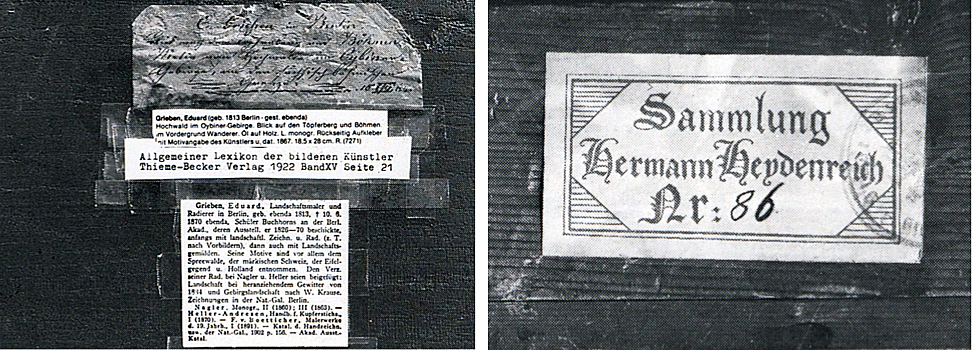
Ebenfalls findet man gedruckte oder handgeschriebene Beschriftungen aufgeklebt auf die Gemälderückseite oder auf dem Spann-/Keilrahmen (Aufkleber).

Beschriftungen können Auskunft geben über den Künstler, die Entstehungszeit eines Gemäldes, Art und Inhalt der Darstellung, Name und Lebensdaten des oder der Dargestellten sowie über den Entstehungsort.
Mit Ausnahme der Arbeitsanweisungen unter der Malschicht, die nur vom Künstler bzw. Gestalter des Gemäldes stammen können, und der Galerievermerke, die in jedem Fall nachträglich angebracht wurden, können alle anderen Beschriftungsformen vom Künstler oder einer späteren, häufig fälschenden Hand stammen, was im Einzelnen mit den Verfahren der Gemäldeuntersuchung, insbesondere der Makrountersuchung und den Methoden der Graphologie, überprüft werden kann.

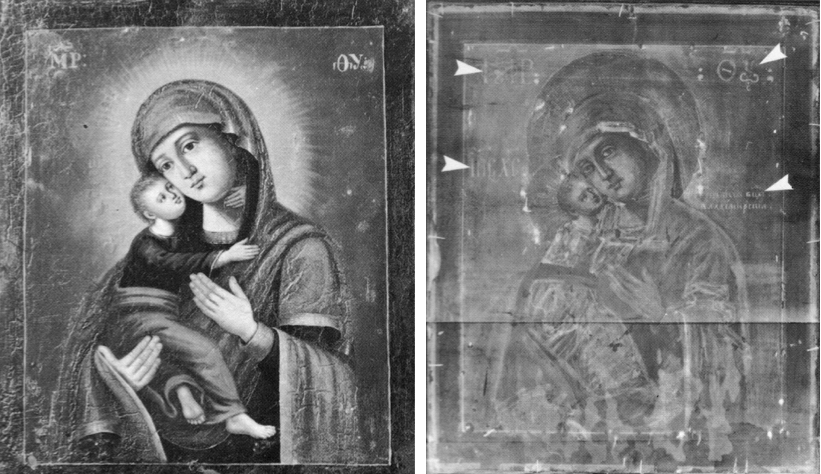
Mit Hilfe der Röntgenstrahlen können unter einer Übermalung liegende Beschriftungen sichtbar gemacht werden.

Mit Hilfe der Röntgenstrahlen können unter einer Übermalung liegende Beschriftungen sichtbar gemacht machen werden.